# フィージアン・ドッグ
フィージアン・ドッグ（英：Fuegian Dog）とは、チリ原産の犬種の一つである。別名はティエラ・デル・フエゴ・ドッグ（英：Tierra Del Fuego Dog）。かの有名なチャールズ・ダーウィンによってその存在を知られ、後述する特別な仕事をこなす非常に珍しい犬種である。

## 歴史
南米大陸の南端に住む先住民によって何千年も飼われていた特殊な犬種である。その仕事は狩猟であるが、猟をするというよりも牧羊犬のようなハーディングを行う事によって獲物を獲っていた。この獲物は主に魚で、フィージアン・ドッグはこれの猟のために海中に潜り、漁師によって設置された網に魚を誘導し、追い込むことがこの犬種の役目である。また、時にはアザラシやラッコの狩猟にも使われ、それを発見すると泳いで追跡し、獲物を船の方まで追い込みつつ攻撃し、最後には漁師のもとまで追い詰めて漁師が銛で止めを刺した。
フィージアン・ドッグは数分から数十分もの間潜水することが出来、泳ぐスピードも非常に速い（どれくらい早かったのかは詳しい記録に残されていない）ため、原産地では重要な猟犬としてとても大切にされていた。深刻な食糧難になると子供の次に食べ物をもらう権利があり、食料が完全に尽きると最終手段として部族内の年老いた女性を犠牲にし、その肉などをフィージアン・ドッグに与えて犬が飢え死なないようにするほど手厚い待遇を受けていた。
長い間外部の人の目には触れない犬種ではあったが、1832年に原産地を訪れたチャールズ・ダーウィンにその姿を初めて知られ、ラフなスケッチが残された。その後の1883年にはもっと詳しいスケッチが描かれ、説明文と共にイギリスに寄贈され、この犬種に対する関心が高まった。それによりロンドン動物園に数頭が輸入されて飼育が行われたが、その後のことについては何も記録が残されていない。更に、原産地のフィージアン・ドッグが現在も生き残っているのか、既に絶滅してしまったのかなども定かではない、謎の多い犬種である。

## 特徴
1883年に描かれたスケッチと記録によると、先細りの尖ったマズルで尖った立ち耳、キツネのような顔つきで、首は長く太い。胴は引き締まっていて、脚は細長く、手（足先）は小さく、指にはよく発達した水かきがついている。尾はサーベル形の垂れ尾で飾り毛がある。コートはスムースコートで、毛色はホワイト・アンド・ブラック。小型犬サイズであるが、詳細な体高・体重は分かっていない。潜水力・泳力に優れていて、冷たい水の中でも難なく泳ぐことが出来る。

## 参考
- 『デズモンド・モリスの犬種事典』（誠文堂新光社）デズモンド・モリス著書、福山英也、大木卓訳 誠文堂新光社、2007年